# ドナルドのメキシカン・ドライブ
『ドン・ドナルド』、『ドナルド西部を行く』（ドナルドせいぶをいく）または『ドナルドのメキシカン・ドライブ』（原題：Don Donald）は、ウォルト・ディズニー・プロダクション（現：ウォルト・ディズニー・カンパニー）が制作したアニメーション短編映画作品。
『ドナルドの磁石騒動』 (Donald and Pluto) に続くドナルドダックが主人公の作品。公式にはミッキーマウスの短編映画シリーズとして扱われるが、後年の再公開版では冒頭でミッキーでなくドナルドダックの名が表示されるバージョンも存在することから、本作がドナルドシリーズの第1作であるとする資料も存在する。また、ドナルドの恋人であるデイジーダックが本作で初登場しているが、この作品ではその名前はまだ決められておらず、「ドンナダック」という別の名前が与えられている。

## あらすじ
舞台はメキシコの荒野、愛馬ならぬ愛ロバに乗りソンブレロをかぶって登場したドナルドは、恋人のドンナを迎えに行く。ドンナはドナルドのエスコートでドナルドのロバに乗るが、ロバを乗りこなせず振り回される失態を演じ、そんな様子をドナルドが大笑いしてしまったために2人は喧嘩してしまう。なんとかドンナの機嫌を戻したいドナルドは偶然近くの店で「ロバと車を交換します」の広告を見つけ、早速ロバを店へ持っていく。
再びドンナの家へ向かうドナルド。怒りが収まらないドンナだったが、ロバに成り代わったピカピカの車に乗って登場したドナルドを見て大喜びし、ドナルドとドンナは車に乗ってドライブへ出かける。いたって快調な車だったが、車は突然動かなくなってしまった。ドナルドが何とか車を再発進させようとするも、一向に車の調子は直らない。そのうち車の挙動はおかしくなり始め、奮闘するドナルドを振り払ってドンナを乗せたまま暴走を始めてしまう。
ドナルドは走って車を追うが、車は暴走の末に岩に衝突してバラバラになり、吹っ飛ばされるドンナ。その様子を先ほどのロバの時と同じように大笑いしたドナルドに今度こそ堪忍袋の緒が切れたドンナは、ドナルドを袋叩きにしドナルドを置いてその場を去っていった。そんな無様な様子を遠くから先ほど売り払ったロバに笑われてしまうドナルドだった。

## スタッフ
- 製作総指揮：ウォルト・ディズニー
- 製作：ジョン・サザーランド
- 監督：ベン・シャープスティーン
- 作画：アル・ユースター、フレッド・スペンサー
- 音楽：ポール・J・スミス

## キャスト
| キャラクター   | 原語版               | 旧吹き替え版 | 新吹き替え版 |
| -------------- | -------------------- | ------------ | ------------ |
| ドナルドダック | クラレンス・ナッシュ | 関時男       | 山寺宏一     |
| ドンナダック   | クラレンス・ナッシュ | 後藤真寿美   | 土井美加     |

## 日本での公開

### 収録
- 『夢と魔法の宝石箱 ドナルドとデイジー』（VHS、DHV Japan, Ltd.） - 『ドナルドのメキシカン・ドライブ』のタイトルで収録。
- 『ドナルド ザ・グレーテストヒッツ』（VHS、ブエナ ビスタ ホーム エンターテイメント） - 『ドナルドのメキシカン・ドライブ』のタイトルで収録。
- 『ドナルドダック・クロニクル Vol.1 限定保存版』（DVD、ブエナ ビスタ ホーム エンターテイメント） - 『ドナルドのメキシカン・ドライブ』のタイトルで収録。
- 『ドナルドダック DVD BOX』（DVD、宝島社） - 『ドナルドのメキシカン・ドライブ』のタイトルで収録。